# Petr Kurečka
Petr Kurečka (* 1. dubna 1978 Ostrava) je český fotograf.

## Život a dílo
Jako student ostravské konzervatoře, oboru malba-kresba, vytvořil ucelený soubor grafických prací, které vyústily ve výstavu v Galerii Mlýn, Ostrava. Část tvorby byla určena pro básnickou sbírku Mrkací panna. Počas studií se celou dobu věnoval také portrétní fotografii.
V průběhu posledních 10. let je autorem řady portrétů, které byly použity k reklamním a propagačním účelům (Fringe festival, časopis Metropolis, Life Ostrava). V lednu 2007 byl jeho autoportrét uveřejněn na titulku supplementu časopisu GQ v New Yorku.
Living London je soubor reportážních fotografií, který vytvořil za svého delšího pobytu v UK. Tento soubor byl vystaven v Ostravě v rámci festivalu Jeden svět 2008.
Již třetím rokem spolupracuje s pražským kadeřnickým salónem na soutěži Czech and Slovak Hairdressing Awards by Schwarzkopf.
V poslední době se věnuje zejména portrétní a aranžované fotografii v oblasti médií a reklamy. Jeho fotografie zdobí například nové CD zpěvačky Tonyi Graves (I'm The Only Me) a skupiny Support Lesbiens (Homobot). V roce 2011 se stal jedním z fotografů projektu Art for Life, je autorem divadelních plakátů pro Slovácké divadlo v Uherském Hradišti (Harold a Maude), věnuje se i volné fotografické tvorbě.
Společně s režisérem Markem Škarpou vytváří fotografické cykly, které netradičně zachycují české a slovenské osobnosti filmové i hudební scény. Z této spolupráce vzešel jak kalendář Proměny 2010, 2011 a 2012, tak série oficiálních portrétů hostů filmového Festivalu nad řekou 2009 v Písku s názvem METAMORPHOSIS – PÍSEK 2009. V rámci tohoto cyklu pak vznikla série oficiálních portrétů českých i zahraničních hostů filmového festivalu s názvem METAMORPHOSIS – PÍSEK 2009, v rámci kterého se představily takové legendární osobnosti jako Terry Gilliam, Krzysztof Zanussi, Miroslav Ondříček, Ivan Passer, Věra Chytilová, Pavel Landovský, Stanislav Milota a Vlasta Chramostová.
Mimo to se věnuje volné tvorbě v oblasti portrétu a aktu.

## Ocenění
- 2010 Kalendář roku 2010 - první místo v kategorii "Originální ztvárnění celebrit"
- 2012 Kalendář roku 2012 - druhé místo v kategorii "Originální ztvárnění celebrit"
- 2012 Kalendář roku 2012 - Zvláštní cena za atraktivní fotografie, originální zpracování kalendáře a jeho společensky zodpovědnou roli.

## Kalendáře
- PROMĚNY 2010
- PROMĚNY 2011
- PROMĚNY 2012
- Art for Life 2012 - Tonya Graves

## Spolupráce
- Tonya Graves: I'm the Only Me - foto k novému albu, booklet CD
- Support Lesbiens: Homobot - foto k novému albu, booklet CD
- Květa Fialová - Zákony štěstí - foto titulu knížky
- Harold a Maud - foto plakátu divadelní inscenace Slováckého divadla Uherské Hradiště
- Éric-Emmanuel Schmitt: Oskar a růžová paní - foto plakátu divadelní inscenace Slováckého divadla Uherské Hradiště

## Výstavy
- 2008 Ostrava - v rámci filmového festivalu Jeden svět - Living London
- 2009 Praha - Galerie Bílkova 13 - Proměny 2010 - Výstava portrétů z kalendáře Proměny 2010
- 2010 Písek - Metamorphosis Písek 2009 - Open air výstava velkoformátových portrétů hostů filmového festivalu Nad řekou Písek 2009
- 2010 Písek - Galerie hotelu Art - Proměny 2010 - Výstava portrétů z kalendáře Proměny 2010
- 2010 Praha - Galerie Bílkova 13 - Proměny 2011 - Výstava portrétů z kalendáře Proměny 2011
- 2011 Praha - Europark Štěrboholy - Proměny - Výstava velkoformátových portrétů z kalendáře Proměny 2010 a 2011
- 2011 Praha - Galerie Bílkova 13 - Proměny 2012 - Výstava portrétů z kalendáře Proměny 2012
- 2012 Brno - Galerie divadla Bolka Polívky - Proměny - Výstava portrétů z kalendářů Proměny 2010, 2011 a 2012